# 時田公明
時田 公明（ときた ひろあき）は、日本のフィギュアスケート選手（アイスダンス）。パートナーは春木満寿美、伊藤順子、内藤江津子。1986年アジア冬季競技大会2位。昭和の森FSCに所属。

## 経歴
1980年、内藤江津子とカップルを組み、全日本ジュニア選手権で優勝する。
1984年、伊藤順子とカップルを組み直し、全日本選手権で佐藤紀子/高橋忠之組、田中智子/鈴木弘幸組に次いで3位に入る。
1985年、初出場となったNHK杯で6位、全日本選手権では2位に入り、昨年より順位を上げた。1986年アジア冬季競技大会では2位に入り、国際大会で初めて表彰台に立つ。1986年、NHK杯で9位、全日本選手権では2年連続で2位に入り、1987年の全日本選手権では3位となる。
2001年、春木満寿美と新たにカップルを組み、14年ぶりに全日本選手権に出場。その全日本選手権では有川梨絵/宮本賢二組、渡辺心/木戸章之組に次いで3位に入った。その後、2003年まで、全日本選手権に出場し続けた。

## 主な戦績
- 1980-1981シーズンは内藤江津子とカップル。
- 1984-1988シーズンは伊藤順子とカップル。
- 2001-2004シーズンは春木満寿美とカップル。

| 大会/年              | 1980-81 | 1984-85 | 1985-86 | 1986-87 | 1987-88 | 2001-02 | 2002-03 | 2003-04 |
| -------------------- | ------- | ------- | ------- | ------- | ------- | ------- | ------- | ------- |
| 全日本選手権         |         | 3       | 2       | 2       | 3       | 3       | 3       | 5       |
| 全日本ジュニア選手権 | 1       |         |         |         |         |         |         |         |
| アジア冬季競技大会   |         |         | 2       |         |         |         |         |         |
| NHK杯                |         |         | 6       | 9       |         |         |         |         |